# Shuotherium
Shuotherium — викопний ссавець, відомий із середньої та пізньої юри формації Форест Мармур в Англії та формації Шаксімяо в Сичуані, Китай.
Оригінальний голотип складається з часткового зубного ряду та семи зубів (два з яких є неповними). Голотипи для інших видів цього роду представлені виключно ізольованими молярами. Shuotherium разом із Pseudotribos був поміщений до родини Shuotheriidae як сестринський таксон Australosphenida (див. Yinotheria), що робить його родичем сучасних однопрохідних. Однак деякі дослідження вважають його та інших представників родини ближчими до терійських ссавців.